# Paracephaleus dobsonensis
Paracephaleus dobsonensis är en insektsart som beskrevs av Evans 1966. Paracephaleus dobsonensis ingår i släktet Paracephaleus och familjen dvärgstritar. Inga underarter finns listade i Catalogue of Life.